# Penalva do Castelo
Penalva do Castelo (:pɨ'naɫvɐ du kɐʃ'tɛlu) è un comune portoghese di 9 019 abitanti situato nel distretto di Viseu.

## Società

### Evoluzione demografica
| Popolazione di Penalva do Castelo (1801 – 2004) | Popolazione di Penalva do Castelo (1801 – 2004) | Popolazione di Penalva do Castelo (1801 – 2004) | Popolazione di Penalva do Castelo (1801 – 2004) | Popolazione di Penalva do Castelo (1801 – 2004) | Popolazione di Penalva do Castelo (1801 – 2004) | Popolazione di Penalva do Castelo (1801 – 2004) | Popolazione di Penalva do Castelo (1801 – 2004) | Popolazione di Penalva do Castelo (1801 – 2004) |
| ----------------------------------------------- | ----------------------------------------------- | ----------------------------------------------- | ----------------------------------------------- | ----------------------------------------------- | ----------------------------------------------- | ----------------------------------------------- | ----------------------------------------------- | ----------------------------------------------- |
| 1801                                            | 1849                                            | 1900                                            | 1930                                            | 1960                                            | 1981                                            | 1991                                            | 2001                                            | 2004                                            |
| 7778                                            | 10475                                           | 13742                                           | 13404                                           | 13686                                           | 10172                                           | 9166                                            | 9019                                            | 8768                                            |

## Freguesias
- Antas e Matela
- Castelo de Penalva
- Esmolfe
- Germil
- Ínsua
- Lusinde
- Pindo
- Real
- Sezures
- Trancozelos
- Vila Cova do Covelo/Mareco